# Fiducia cum amico
De fiducia cum amico is een vorm van Romeins zekerheidsrecht. Een fiducia is een titel voor de overdracht van een zekerheidsrecht (fides kent als secundaire vertaling dan ook wel onderpand). Het was zoals vele Romeinse overdrachten nauw verbonden met het concept fides ("trouw"), in het Nederlandse recht is dat niet anders.
Het gaat hier om een eigendomsoverdracht van een zaak in bewaring (bv. bij langere afwezigheid) of in bruikleen aan een vriend met de afspraak het nadien terug te geven. Het wordt als depositum of commodatum (commodaat of bruiklening) gegeven.
Het beginsel speelt nog steeds een rol in het Nederlandse goederenrecht door het zogenoemde fiducia-verbod zoals neergelegd in art. 3:84, lid 3 BW. Dit verbod is nader omlijnd door de Hoge Raad in het arrest Sogelease. Daar gaat het om de vraag wanneer een rechtshandeling de strekking mist een goed na overdracht in het vermogen van de verkrijger te doen vallen en daarom verboden is. Een centrale overweging van de hoogste rechter luidt:
“Deze maatstaf beoogt te voorkomen dat, in strijd met het gesloten stelsel van het zakenrecht, rechten met zakelijke werking in het leven worden geroepen op een niet door de wet voorziene wijze, verzet zich niet tegen een regeling waarbij een partij de volledige eigendom heeft en de andere partij louter persoonlijke rechten en verplichtingen heeft.”
Dit betekent dat rechtshandelingen onder bepaalde omstandigheden voor nietig moeten worden gehouden als ze beogen de toepassing van een op het gesloten stelsel van het goederenrecht gebaseerde wetsbepaling te vermijden, bijvoorbeeld door ongeoorloofde splitsingsconstructies ten aanzien van het eigendomsrecht.
Fiducia cum amico mag niet verward worden met fiducia cum creditore, een andere vorm van Romeinse eigendomsoverdracht.

## Referentie
- G. Long, art. Fiducia, in W. Smith, A Dictionary of Greek and Roman Antiquities, Londen, 1875, pp. 536‑537.

1. 1 2  Huijgen, Prof. dr. W.G.  (1-11-2004). Vraagtekens bij het afwikkelingsbewind. Fiscaal Tijdschrift Vermogen  2004
2. ↑  Hoge Raad 19 mei 1995, NJ 1996, 119, met noot WMK.